# Pirofilita
La pirofilita es un mineral del grupo VIII (silicatos) según la clasificación de Strunz. Es un silicato de alúmina hidratado, cuya fórmula es Al2Si4O10(OH)2 y su composición teórica es 66,7% SiO2, 28,3% Al2O3 y 5% H2O.
Normalmente está mezclado con caolinita, alunita y cuarzo.
Normalmente se presenta en forma de laminillas o en agregados foliáceos o radiados, debido a su estructura y fractura micáceas, lo que además la hace ser suave y untuosa al tacto.
La pirofilita fue descubierta por primera vez en el yacimiento de oro de Berezovskoye, en el óblast de Sverdlovsk (Ural) en Rusia y descrita en 1829 por R. Hermann, gracias a su comportamiento distintivo al soplete por las palabras griegas πυρο- pyro , 'fuego' y φύλλον phyllon, 'hoja'.

## Usos
En Chile se emplea fundamentalmente como carga en pinturas. También se puede utilizar como lubricante seco, aislante térmico y eléctrico, en la industria del papel, goma, textil y del jabón.

## Producción
La producción de pirofilita proviene esencialmente de las Regiones IV y V, ha sido históricamente efectuada bajo la denominación de talco. La producción del 2005 muestra un crecimiento de 45,9% respecto del 2004.